# Mőcsény
Mőcsény is een plaats (község) en gemeente in het Hongaarse comitaat Tolna. Mőcsény telt 387 inwoners (2001).